# Liste der Monuments historiques in Saligny-sur-Roudon
Die Liste der Monuments historiques in Saligny-sur-Roudon führt die Monuments historiques in der französischen Gemeinde Saligny-sur-Roudon auf.

## Liste der Bauwerke
| Bezeichnung | Beschreibung                  | Standort | Kennzeichnung | Schutzstatus | Datum | Bild           |
| ----------- | ----------------------------- | -------- | ------------- | ------------ | ----- | -------------- |
| Schloss     | Erbaut ab dem 14. Jahrhundert | (Lage)   | PA00093294    | Inscrit      | 2008  | weitere Bilder |